# Program Space Shuttle
Program Space Shuttle je ime sustava za lansiranje i orbitalnu letjelicu koju je razvila Američka svemirska agencija NASA za svemirske misije upravljane ljudima. Sistem se sastoji od raketnog lansera s orbitalnom letjelicom kojom je moguće vratiti se na Zemlju i koja se može ponovno upotrijebiti. Prva četiri probna leta izvedena su 1981., nakon čega je sustav stavljen u operativnu pripravnost 1982. godine. Sva lansiranja izvedena su iz lansirne baze Kennedy Space Center, u Saveznoj državi Floridi. Do umirovljenja sustava 2011. godine, Space Shuttle je trebao obaviti 135 lansiranja. Tijekom povjesti ovog programa izgubljene su dvije letljelice s po 7 članova posade: Challenger (1986.) i Columbia (2003.).